# 키블라

키블라(아랍어: قبلة)는 예배의 방향으로 메카의 카바를 향한 방향을 가리킨다.
예배를 드릴 때에는 일정한 방향을 향하지 않으면 안된다는 셈족(族)의 관념을 받아들인 것으로 이슬람 교도는 헤지라 직후에 유대 교도를 본받아 예루살렘을 향하여 예배를 드렸으나 그 후 이슬람 교단과 메디나의 유대 교도 사이의 관계가 변화됨에 따라 메카를 키블라로 정하였다. 모스크는 어디든지 키블라를 향하여 지어져 있다. 동물을 제물로 바치는 경우에는 이 동물의 머리를 키블라에 향하도록 한다.